# Nyceryx ixion
Nyceryx ixion är en fjärilsart som beskrevs av Hermann Burmeister 1878. Nyceryx ixion ingår i släktet Nyceryx och familjen svärmare. Inga underarter finns listade i Catalogue of Life.